# 帕瑙區
9°53′55″S 75°59′34″W / 9.8986°S 75.9929°W
帕瑙區（西班牙語：Distrito de Panao），是秘魯的一個區，位於該國中部瓦努科大區的帕奇特阿省，面積1,580.9平方公里，海拔高度2,560米，2005年人口17,666，人口密度每平方公里11人。